# Laomédon de Mytilène
Pour les articles homonymes, voir Laomédon (homonymie).
Laomédon de Mytilène (en grec ancien Λαομέδων / Laomédon) est un Compagnon (hétère) d'Alexandre le Grand. Originaire de Lesbos, il est l'un des Grecs de plus haut rang au sein de la cour macédonienne. Il est fait satrape de Syrie lors des accords de Babylone en -323 avant de se voir évincé par Ptolémée.

## Biographie

### Sous le règne d'Alexandre
Fils de l'aristocrate Larichos, Laomédon est originaire de Mytilène sur l'île de Lesbos mais s'établit à Amphipolis, comme Néarque, et reçoit de Philippe II la citoyenneté macédonienne. Il devient un ami proche d'Alexandre durant son enfance ; il participe aux intrigues de l'« affaire Pixodaros » contre Philippe qui le fait exiler en compagnie de son frère, Érigyios, de Ptolémée, d'Harpale et de Néarque. À la mort de Philippe II en 336 av. J.-C., il reçoit les honneurs de la part d'Alexandre et participe à la conquête de l'empire perse ; mais les mentions de ses hauts faits sont rares. Il fait partie des rares Grecs dans l'entourage du roi avec Eumène de Cardia notamment.
Au moment où Alexandre quitte la Phénicie en 332, il confie la responsabilité des prisonniers barbares à Laomédon car celui-ci est bilingue, comme l'atteste Arrien, sans préciser la seconde langue parlée par Laomédon. Certains historiens modernes pensent qu'il s'agit du vieux-perse. Il est aussi vraisemblable que Laomédon parle l'araméen, car seul l'araméen peut servir de langue commune à des personnes originaires de tout l'empire perse. On peut cependant penser que Laomédon a affaire à des officiers parmi les prisonniers et que ceux-ci parlent nécessairement le perse, langue officielle des Achéménides. Vers 327, il est désigné triérarque au moment de la descente de l'Hydaspe et en 326 pendant la navigation sur l'Indus, ce qui témoigne de son rang et de sa fortune car les navires sont payés en fonction des revenus de chacun des triérarques.

### Durant les guerres des Diadoques
Lors des accords de Babylone en juin 323 av. J.-C., Laomédon obtient la satrapie de Syrie. Cette décision est confirmée lors de la nouvelle répartition des pouvoirs qui a lieu en -321 aux accords de Triparadisos. Les auteurs anciens n'attribuent couramment que cette province à Laomédon ; mais selon Quinte-Curce, il aurait aussi exercé le gouvernement de la Phénicie, région qui suscitait la convoitise de son puissant voisin, Ptolémée. Le rôle de Laomédon dans la gestion des affaires syriennes semble totalement insignifiant, et son autorité sur cette région à peu près nulle, les Diadoques se disputant à tour de rôle la province.
Ptolémée entreprend donc l'occupation de toute la Syrie en 319, d'abord en tentant d'acheter à Laomédon sa satrapie. Laomédon ayant rejeté l'offre, Ptolémée envoie Nicanor à la tête de ses troupes pour envahir la Syrie. Laomédon est fait prisonnier ; il est conduit en Égypte d'où il parvient à s'échapper et à rejoindre Alcétas, frère de Perdiccas, en Pisidie. Il est probable qu'il rejoigne les partisans de Perdiccas en lutte contre Antigone le Borgne, dont Alcétas et Attale, et qu'il ait partagé leur sort dans la défaite en 320 ; mais la suite de sa carrière n'est pas connue.

### Postérité
Le lion funéraire surmontant un tombeau, mis au jour à Amphipolis en 1934, est peut-être dédié à Laomédon. Mais il existe de nombreuses autres hypothèses quant à l'identité du défunt , dont l'une veut que ce tombeau soit celui de Néarque.

## Sources
- Diodore de Sicile, Bibliothèque historique [détail des éditions] [lire en ligne], XVII.
- Justin, Abrégé des Histoires philippiques de Trogue Pompée [détail des éditions] [lire en ligne].
- Plutarque, Vies parallèles [détail des éditions] [lire en ligne], Alexandre.
- Quinte-Curce, L'Histoire d'Alexandre le Grand [lire en ligne].